# Marpod, Sibiu
Marpod (în dialectul săsesc Mârpet, în germană Marpod, Marpodt, Marpolden, Maierpod, Mayerpolden, Maypold, în maghiară Márpod) este satul de reședință al comunei cu același nume din județul Sibiu, Transilvania, România.

## Așezare geografică
Localitatea Marpod se află pe drumul județean 105, la 32 km de municipiul Sibiu, la 29 km de orașul Agnita și la 41 de km de munții Făgăraș. 
Ținutul dintre râul Târnava Mare și râul Olt este cunoscut sub numele podișul Hârtibaciului, fiind o parte a podișului Târnavelor. Denumirea vine de la cel mai important râu ce strabate regiunea în diagonala, de la NE la SV. Râul Hârtibaciu, care are o lungime de circa 90 de km, este afluent al râului Cibin, care la rândul lui se varsă în râul Olt. Râul Hârtibaciu curge printr-o vale largă și are afluenți mici ca dimensiune și volum și care deobicei poartă numele satului din bazinul lor de origine, așa cum este și râul Marpod. Altitudinea medie este aici în jurul a 650 m, văile sunt largi, cu lunci netede, care către obârșie prezinta unele mici depresiuni ce adăpostesc numeroase așezări. Comuna Marpod are o luncă mănoasă pe malul stâng al Hârtibaciului, care se numește „în lac”, denumire ce vine de la revărsările periodice ale râului.
Clima zonei are caracteristici specifice podișului, o climă temperată cu veri moderate și ierni mai puțin aspre. Vegetația acestei zone a aparținut pădurilor, dar astăzi pădurile au rămas doar în câteva petice reduse ca dimensiuni, locul lor fiind luat de pășuni și culturi agricole. Aici predomină pădurile de stejar și gorun în amestec cu cele de carpen sau cele de fag cu carpen și frasin. Subsolul are importante zacăminte de gaz metan. În satul Ilimbav se experimentează și se operează începând din anul 1961, primul depozit de înmagazinare subterană a gazelor naturale.

## Demografie
În prezent populaṭia Marpodului este in creṣtere. Conform datelor recensământului din 2002 populația Marpodului era de 853 de locuitori, dintre care 763 români, 22 germani, 60 romi, 8 maghiari. Din punct de vedere confesional populația Marpodului era alcătuită atunci din 801 de ortodocși, 49 de alte confesii creștine si 1 fără religie.
Înainte de 1989 populaṭia săsească era de 634 de locuitori, care prin emigrare s-a redus pâna in septembrie 1990 la 137 de locuitori.

## Istoric
Prima atestare documentara ,este un act emis de Episcopia catolica a Transilvanieie în anul 1349,prin care se amintește reprezentantul localitați Marpod,vilicus Nicolaus (administratorul comunitați)ca jurat în cadrul administratiei scaunului Nocrich.<Vasile Rusu> Nementionarea în actele oficiale a populatiei valahe pe aceste teritorii,nu înseamna ca aceasta lipsea în perioada așezarii sașilor in sud estul Transilvaniei.Cetaea de la Breaza,pe versantul nordic al Carpaților,datata din secolele IX-X,ne permite să spunem ca in aceste locuri începuse procesul de constituire a unui voevodat Țara Făgărașului,mentionata in secolele XIII-XIV în depresiunea Fagarasului. <Thomas Nagler>Putem afirma că la nordul liniei Oltului,trăiau în mod sigur ,în timpul colonizarii secuilor și sasilor o populatie romanească,chiar daca destul de rară.<Thomas Nagler>
In această localitate s-a impus tipul gospodăriei țăranesti din Germania de sud-vest ,unde fiecare construcție se afla separat de celelalte,de fiecare parte a curții.Marpodul,ca si alte sate sasești,s-au întemeiat mai ales cu casele înșirate de-a lungul celor doua laturi ale drumului.Strazii principale i s-au adăugat apoi,mai curand sau mai tarziu,strazi secundare adaptate ternului.In centrul satului este o piata unde sunt construite cladirille obștești:biserica,primaria,casa parohiala,școala,unitati comerciale.
- Thomas Nagler*

## Monumente istorice
- Biserica evanghelică fortificată

## Personalități
- Iacob Bologa (n. 7 decembrie 1817, Marpod - d. 18 mai 1888, Sibiu) - om politic, consilier aulic al Transilvaniei la Viena, membru fondator al Băncii Albina din Sibiu, președinte al ASTREI (1875-1877)

## Galerie imagini

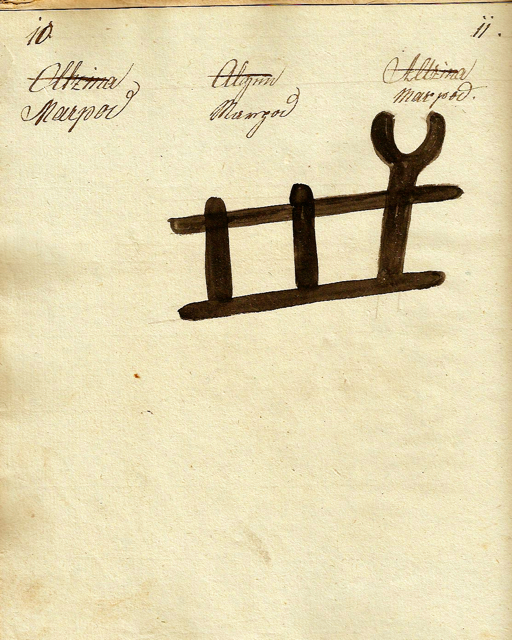
1826 - Dangale pentru vitele din Marpod
Monumentul Eroilor
Primăria